# Ottavio Falconieri
Ottavio Falconieri (Roma, 6 giugno 1636 – Roma, 16 / 19 novembre 1675) è stato un letterato, storico e archeologo italiano.

## Biografia
Figlio di Pietro, di nobile famiglia fiorentina da poco trapiantata a Roma, e Dianora Del Bene, nacque nel palazzo Falconieri a via Giulia. Non è nota la sua formazione giovanile, ma a venti anni, nel 1655 scrisse Urania, un'ode, e, in latino, una Gratulatoria in onore del nuovo papa, Alessandro VII. L'anno successivo dedicò a Cristina di Svezia, giunta a Roma a natale del 1655, un'opera in greco, latino e italiano. Queste due opere lo fecero conoscere a Roma e gli fecero ottenere la simpatia papale.
Sempre nel 1656 fu ammesso al gruppo di umanisti che si riuniva a palazzo Farnese intorno a Cristina. Nel 1657 entrò nell'Accademia del cimento, appena fondata, e nell'Accademia della Crusca.
Nel periodo 1658-1659 viaggiò in Europa visitando Paesi Bassi e Germania, e a Francoforte fu presente all'incoronazione di Leopoldo I. Passato in Francia, conobbe numerosi studiosi; da queste frequentazioni si può far risalire forse il suo interesse per le scienze e in particolare l'astronomia. Scelse in questo periodo di abiurare l'aristotelismo e adottare il metodo galileiano. Su questo argomento scrisse un sonetto, Abiurazione del peripateticismo.
Anche negli studi di archeologia cercò di utilizzate il metodo scientifico per una migliore interpretazione dei reperti materiali. Al ritorno a Roma, entro nel clero e nel 1660 divenne cubiculario apostolico, mantenendo però i suoi interessi per gli studi. È del 1661 una lettera a Carlo Roberto Dati, famosa per il metodo di analisi di un bollo laterizio del Pantheon. Sempre a Dati indirizza il marzo 1665 una lettera sui Colossi di Montecavallo, cioè le statue della fontana dei Dioscuri di piazza del Quirinale.
Nel 1667 pubblicò De nummo Apamensi, su una moneta di Filippo l'Arabo, coniata ad Apamea.
Lo stesso anno è incaricato di portare la berretta cardinalizia a Giovanni Dolfin a Venezia, a Giulio Spinola a Vienna e a Guidobald von Thun und Hohenstein a Salisburgo.
Nel 1670 si recò a Oxford con Magalotti, ambasciatore di Cosimo III de' Medici, granduca di Toscana. Quindi per un po' di tempo si interessò della carriera ecclesiastica. Nel 1671, sempre assieme a Magalotti, si recò nelle Fiandre, dove svolge attività diplomatica per conto della Santa sede.
Anche negli ultimi anni aveva continuato la sua attività di studioso ed è nei primi elenchi della "Accademia reale", che darà poi vita all'Arcadia.

## Opere
- Urania, Roma 1655
- Cristina Suecorum regina, Romae 1656
- I colossi di Montecavallo. Lettera di mgr. Ottavio Falconieri a C. R. Dati, Roma 1665
- De Beati Petri cathedra, in F.M. Febeo, Dissertatio de identitate cathedrae in qua s. Petrus primum sedit, Romae 1661
- Lettera di Ottavio Falconieri al sig. Carlo Dati, sopra l'iscrizione d'un mattone, in Famiano Nardini, Roma antica, Roma 1666
- De Nummo Apamensi, Romae 1667
- Inscriptiones athleticae nuper repertae, ibid. 1668
- De pyramide C. Cesti Epulonis, in G. G. Grevio, Thesaurus antiquitatum Romanorum, Venetiis 1732, coll. 1461-1482
  - Intorno alla piramide di C. Cestio
- Ad Carolum Datum... Epistula de latere ex aedificii veteriis ruderibus eruta, ibid., coll. 1483-492
- Abiurazione del peripateticismo (sonetto), in F. Soldani, Satire, a cura di A. F. Gori, Firenze 1751
- Lettere di Ottavio Falconieri a Leopoldo de' Medici, a cura di L. Giovannini, ibid. 1984.